# Arsenal Potsdam

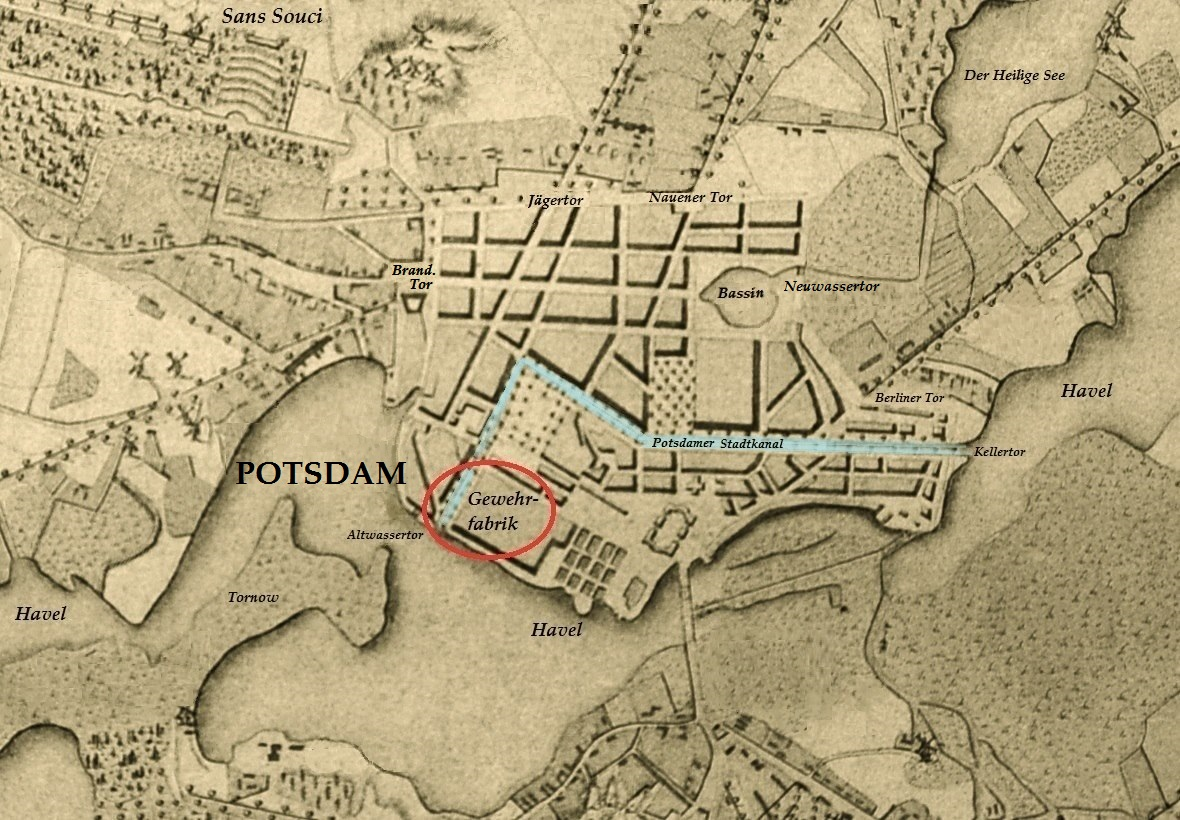
Potsdam em 1785 com o Arsenal em destaque.

O Arsenal Potsdam, foi construído em um terreno a leste do canal de drenagem perto de sua entrada para o rio Havel. Ao mesmo tempo que a fábrica foi construída, o rei mandou expandir este canal como uma rota de transporte para o canal da cidade de Potsdam e a rua não pavimentada An der Gewehrfabrik (hoje: Hoffbauerstraße). A pavimentação ocorreu 40 anos depois.

## Histórico

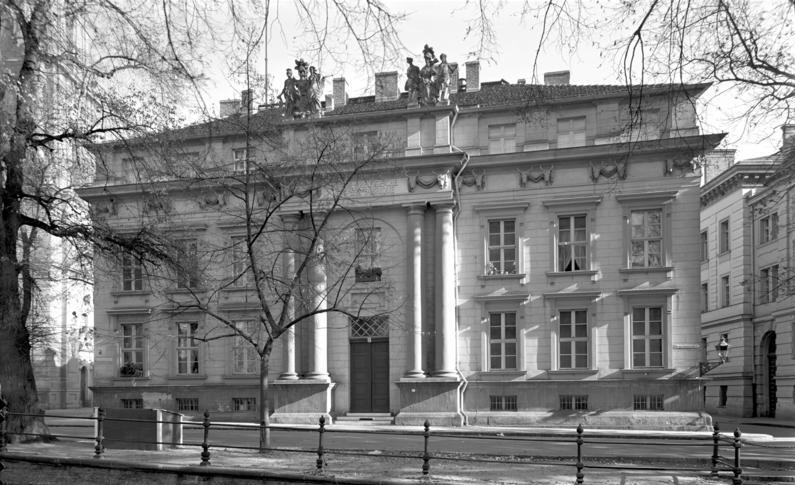
Quartel-general da fábrica de rifles; por volta de 1910.

A pedra fundamental da fábrica - consistindo em edifícios individuais de dois andares - foi lançada em 26 de março de 1722.O rei acrescentou a pequena igreja que fundou para os trabalhadores católicos recrutados.
Após a conclusão da construção anterior da igreja da guarnição, no mesmo ano, começaram as obras do grande orfanato militar em frente, do outro lado do canal da cidade, que também deveria fornecer mão de obra para a fábrica de fuzis. Todos os edifícios durante este tempo foram construídos no sistema de enxaimel em solo não muito firme.
O primeiro dano ficou evidente na igreja da guarnição, que foi demolida e substituída em 1730 pelo conhecido novo prédio de Philipp Gerlach. Aos poucos, os outros edifícios também tiveram que ser renovados. Nos anos de 1776 a 1780, a fábrica de rifles recebeu um enorme edifício principal de quatro andares projetado por Georg Christian Unger. Isso foi seguido por um maior desenvolvimento na extremidade da grande propriedade, com os edifícios de enxaimel no pátio sendo De 1771 a 1778, o orfanato militar foi reconstruído de acordo com o projeto de Carl von Gontard. Um prédio administrativo para a fábrica de rifles de Johann Gottfried Büring foi construído em 1755 no terreno da esquina da Breitestrasse/An der Gewehrfabrik. A casa, que não existe mais hoje, continha apartamentos oficiais para o comissário real e o diretor da fábrica de rifles. O diretor de longa data com 45 anos de serviço (1740-1785) foi Johann Friedrich Rücker, cujo túmulo está preservado no cemitério de Bornstedt.
A produção de armas em Potsdam terminou em 1850, o que fez com que a cidade perdesse sua maior manufatura. A indústria de armamentos prussiana estava concentrada em Spandau. A fábrica de rifles em Potsdam foi transformada em quartel e fazia parte do complexo de edifícios do 1º Regimento de Guardas a Pé. A parte do edifício principal da fábrica (esquina Hoffbauerstraße Henning-von-Tresckow-Straße) ainda hoje preservada está sob proteção de monumento histórico e é usada pelo Ministério de Infraestrutura e Agricultura do Estado de Brandemburgo (status: 2013).

## Armas de fogo produzidas
- Mosquete Potzdam
- Fuzil Dreyse
- Mauser Model 1871 (fuzil)
- Gewehr 1888 (fuzil)
- Gewehr 1898 (fuzil)
- Pistola Luger P08
- Metralhadora MG 08